# 1. Amateurliga Schwarzwald-Bodensee 1969/70
Die 1. Amateurliga Schwarzwald-Bodensee 1969/70 war die 10. Spielzeit der gemeinsamen Spielklasse des Württembergischen Fußballverbandes und des Südbadischen Fußballverbandes. Es war zugleich die 20. Saison der 1. Amateurliga Württemberg und der 1. Amateurliga Südbaden und die 10. Spielzeit, in der in Württemberg in den beiden Staffeln Nordwürttemberg und Schwarzwald-Bodensee und in Südbaden in den beiden Staffeln Südbaden und Schwarzwald-Bodensee gespielt wurde. Die Meisterschaft der Schwarzwald-Bodensee-Liga gewann – nach einem Sieg im Entscheidungsspiel gegen den punktgleichen Vizemeister FC Wangen 05 –  der SV 03 Tübingen, der wenig später in der Aufstiegsrunde zur Regionalliga Süd scheiterte.
Der SV Kressbronn und der SV Weingarten mussten den Gang in die 2. Amateurliga Württemberg antreten. Der FV Ravensburg durfte in der Liga verbleiben, da Wacker Biberach und die TG Biberach zur kommenden Saison zum FV Biberach fusionieren.
Als Aufsteiger für die folgende Saison qualifizierten sich Olympia Laupheim, der SV Wannweil und die Amateure des FC Villingen.

## Abschlusstabelle
| Pl. | Verein                  | Sp. | Tore  | Punkte |
| --- | ----------------------- | --- | ----- | ------ |
| 01. | SV 03 Tübingen (N)      | 30  | 53:24 | 42:18  |
|     | FC Wangen 05            | 30  | 56:31 | 42:18  |
| 03. | FC Tailfingen           | 30  | 61:46 | 35:25  |
| 04. | FC Singen 04            | 30  | 38:24 | 33:27  |
| 05. | FV Ebingen              | 30  | 50:40 | 33:27  |
| 06. | SSV Reutlingen Amat.    | 30  | 39:36 | 31:29  |
| 07. | FC Konstanz (N)         | 30  | 52:55 | 31:29  |
| 08. | VfB Friedrichshafen (M) | 30  | 39:46 | 31:29  |
| 09. | SC Schwenningen         | 30  | 42:36 | 29:31  |
| 10. | Wacker Biberach         | 30  | 44:50 | 29:31  |
| 11. | FC Gottmadingen         | 30  | 50:42 | 28:32  |
| 12. | SpVgg Lindau            | 30  | 50:50 | 28:32  |
| 13. | TG Biberach             | 30  | 41:49 | 27:33  |
| 14. | FV Ravensburg           | 30  | 42:60 | 27:33  |
| 15. | SV Kressbronn           | 30  | 54:56 | 26:34  |
| 16. | SV Weingarten (N)       | 30  | 32:98 | 8:52   |

| (M) | 1. Amateurligameister Schwarzwald-Bodensee 1968/69 |
| (N) | Aufsteiger aus den 2. Amateurligen 1968/69         |

### Meisterschaftsentscheidungsspiel
| Datum       |                | Ergebnis |                       | Ort                    |
| ----------- | -------------- | -------- | --------------------- | ---------------------- |
| 7. Mai 1970 | SV 03 Tübingen | 2:1      | FC 05 Wangen i. Allg. | Saulgau (6.000 Zusch.) |